# ЛАЗ-52528
ЛАЗ 52528 — 11-метровий міський автобус, що виробляється на Львівському автобусному заводі невеликими партіями з 2002 року. На конвеєрі цій моделі доводиться конкурувати з ЛАЗ А183, новою розробкою ЛАЗу з 2004 року. У новій комплектації фігурував як ЛАЗ-52522 (автобус) і ЛАЗ А172.

## Загальний опис
Ця модель — фактично усучаснений автобус ЛАЗ-5252, що вироблявся у 1990-х, рестайлінг автобусів почався у 2002 році. 52528 модель стала найсучаснішою з усіх модифікацій ЛАЗ-5252, та найбільш неприхітливою: усі попередні моделі, ЛАЗ-52523, ЛАЗ-52524 та інші до 52529 мали численні технічні вади, потребували більшого догляду. Ззовні, модель мало відрізняється за габаритами від стандартного ЛАЗ-5252, у довжину 11,4 метра, у ширину 2,48—2,51 метра і у висоту 3,08 метра. Передня частина лишилася майже без змін — лобове скло розділено надвоє, склоочисники важільні; проблема поламок склоочисників фактично усунена у цій моделі. Передок має великий і зазвичай чорний бампер, над ним розташовується знак Львівського автобусного заводу. Фари одинарні з лінзами, на бампері розташовуються по одній-дві протитуманні. Передок зварний, як і увесь кузов даного автобуса.

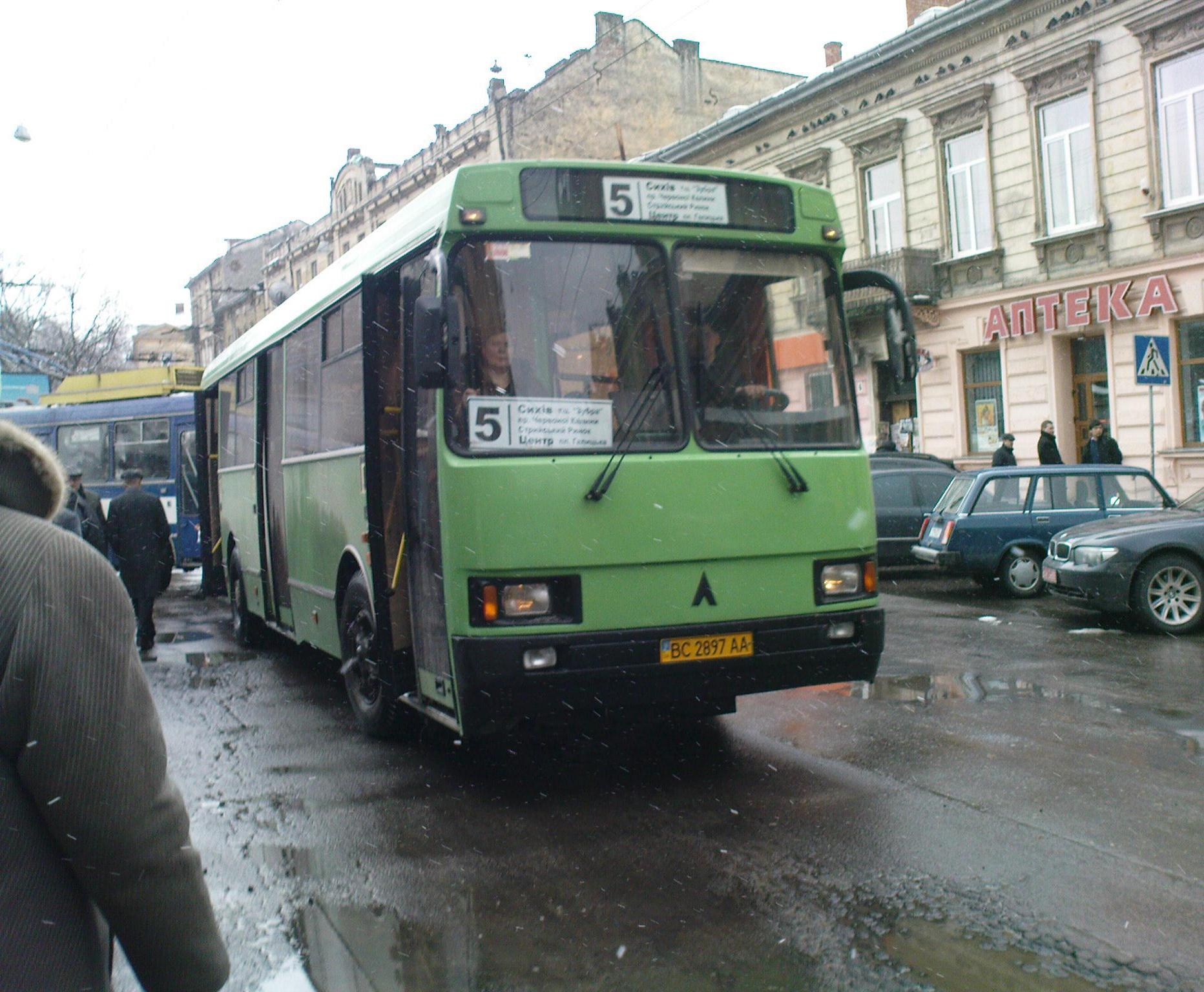
ЛАЗ 52528 у Львові

Обшивка по боках зі сталі, гарантує високу міцність автобуса та термін ресурсу кузова принаймні на 20—25 років роботи. Автобус отримав склопакети, які клеяться до кузова, як в ЛАЗ-52527 замість вікон на резині. Двигун знаходиться на задньому звісі автобуса, там же розташовуються і свічі запалу. Задня частина залишилася незмінною, задній бампер під двигуном. Задні фари розміщені поокремо, незмінно від головної моделі. Салон автобуса було дуже усучаснено порівняно з ЛАЗ-5252. Одним з головних недоліків головної моделі було розташування 36 крісел у салоні, яких виявилося помітно забагато і це створювало проблему невеликого проходу між ними. У цій моделі кількість сидінь було зменшено до 28, біля збірного майданчика двохсекційні сидіння було змінено на одинарні. Сидіння покриті антивандальною тканиною, легко піддаються чистці. Поручні сталеві, «холодні» витончені. По усьому салону встановлено плафонову підсвітку. Загальна пасажиромісткість становить 95—103 осіб. Вікна вклеєні тоновані, двері автобуса двостворчасні, задні одностворчасті (формула 2—2—1). Місце водія було частково модифіковано, наприклад поставлено новітнє ЛАЗівське кермо Servocom 8098 або кермо ЯМЗ 236Л, з фірмовим знаком BMW (як у Львівського тролейбуса ЛАЗ 52522 № 008) та новіші стрілкові прилади, наприклад підсилений спідометр. Ця модель має єдиний негаразд у тому, що моторний відсік потрібен більший для двигуна «ЯМЗ-236НЕ», тому автобус має лише один збірний майданчик. Зі старим двигуном автобус мав би вміщувати приблизно 110 осіб(ЛАЗ-52528 вміщує 95—103 шт.); проте уступка цілком закономірна, оскільки Ярославльський моторний завод дав можливість автобуса розвинути швидкість 120 км/год (ЛАЗ-5252 міг розвинути до 90 км/год). Обдув автобуса примусовий і лише, тому у спеку виникає характерна для маршруток задуха при повному завантаженні.

## Технічні характеристики
| Параметр                                      | Характеристика                              |
| --------------------------------------------- | ------------------------------------------- |
| Модифікація                                   | ЛАЗ 52528                                   |
| Випуск, роки                                  | з 2002                                      |
| Мод                                           | рестайлінговий                              |
| Призначення                                   | міський тролейбус                           |
| Подібні                                       | ЛАЗ-5252 (1—9)                              |
| Габаритні розміри                             | 11440×2510×3075                             |
| Колісна база, мм                              | 5470                                        |
| Висота підлоги, см                            | 79                                          |
| Підвіска                                      | залежна, пневматично-ресорсна               |
| Колісна формула                               | 4×2                                         |
| Мінімальний радіус повороту, м                | 12                                          |
| Пасажиромісткість разом, чол                  | 95—103                                      |
| Сидячих місць, шт                             | 28                                          |
| Формула дверей                                | 2—2—1                                       |
| Опалення                                      | WEBASTO 268,07                              |
| Вентиляція                                    | примусова                                   |
| Споряджена маса, кг                           | 10400                                       |
| Повна маса, кг                                | 17070                                       |
| Гальмівна система                             | пневматична, двохконтурна, барабанного типу |
| Шини                                          | 10,00R20                                    |
| Рульове керування                             | ЯМЗ-236Л                                    |
| Коробка передач                               | механічна з 5 швидкостями                   |
| Двигун                                        | ЯМЗ-236НЕ                                   |
| Потужність двигуна, кіловат                   | 169                                         |
| Витрати палива при 60 км/год на 100 км, літри | 35                                          |
| Максимальна швидкість, км/год                 | 95—120 (залежно від навантаження)           |